# Hành tinh vi hình
Hành tinh vi hình là cách dịch không chính thức của thuật ngữ tiếng Anh "minor planet" và đôi khi "planetoid". Cách dùng thuật ngữ "minor planet" trong tiếng Anh có nghĩa hơi khác so với cách dùng chúng trong các ngôn ngữ khác; và cũng không hẳn đạt được sự thống nhất, mà là một cách dùng tương đối lỏng lẻo.
Nói chung, thuật ngữ này muốn chỉ các vật thể nhỏ trong Hệ Mặt Trời nhỏ hơn các hành tinh, nhưng lớn hơn thiên thạch (các thiên thạch ở đây được coi là có kích thước nhỏ hơn 10 mét ), và không phải là sao chổi (các sao chổi ở đây là các vật thể có khả năng tạo ra đuôi sao chổi khi đi qua gần Mặt Trời).
Trong tiếng Việt, thuật ngữ này ít dùng, mà thay vào đó là các thuật ngữ chỉ các thể loại con của hành tinh nhỏ là tiểu hành tinh (các hành tinh nhỏ nằm chủ yếu giữa quỹ đạo Sao Hỏa và Sao Mộc) và các thiên thể ngoài Sao Hải Vương (các hành tinh nhỏ nằm từ quỹ đạo Sao Hải Vương trở ra).
Ngày 24 tháng 8 năm 2006, Hiệp hội Thiên văn Quốc tế đã ra định nghĩa phân loại các thiên thể trong hệ Mặt Trời; theo đó đa số các hành tinh nhỏ sẽ thuộc về thể loại Vật thể nhỏ Hệ Mặt Trời và một số có khối lượng lớn sẽ thuộc về thể loại hành tinh lùn.